# Bijou Geyser
Pour les articles homonymes, voir Bijou (homonymie).
Bijou Geyser est un geyser de type « cône » situé dans le Upper Geyser Basin dans le parc national de Yellowstone aux États-Unis.

## Éruptions
Bijou entre en éruption de manière quasiment continue, ses éruptions pouvant atteindre 4,6 m. Parfois, l'eau se transforme en vapeur lorsque Bijou émet une colonne de vapeur.

### Fin temporaire des éruptions
Bijou fait partie du Giant Group dont font partie plusieurs autres geysers (comme Giant Geyser, Mastiff Geyser et Catfish Geyser), et est connecté à Giant Geyser et Grotto Geyser. Même si Bijou entre presque tout le temps en éruption, il y a des périodes où il cesse ses éruptions. Il y a trois conditions qui peuvent provoquer cela :
- La première est une pause dans l'activité car les niveaux d'eau sur la Giant Platform, la plate-forme où le Giant Group est situé, augmentent ;
- La deuxième condition est le marathon de Grotto. En effet, Grotto fait des marathons d'environ 5 à 6 heures, ce qui va faire que Bijou va diminuer la fréquence de ses éruptions et éventuellement arrêter d'en faire. Entre 4 et 6 heures après que Grotto se soit arrêté, Bijou recommencera à entrer en éruption ;
- La troisième condition est appelée Giant Hot Period. C'est un indicateur que Giant pourrait entrer en éruption. Quand Giant entre en éruption, il faut un minimum de 8 heures pour que Bijou recommence à entrer en éruption.